# Kilobit
En Kilobit er en afledt enhed for information eller computerlager.
Sprogbrugen for computerlager er ikke konsekvent. Kilobit bruges nemlig på to måder:
- 1 Kilobit = 103 bit = 1 000 bit
- 1 Kilobit = 210 bit = 1024 bit

For at løse denne forvirring i anvendelsen af binære præfikser har International Electrotechnical Commission (IEC) foreslået nye ord for binære præfikser, således at 1 Kibibit = 210 bit. Denne sprogbrug har dog (endnu) ikke vundet udbredelse.
Bit << Kilobit << Megabit